# Периця Огненович
Периця Огненович (серб. Перица Огњеновић / Perica Ognjenović; *24 лютого 1977, Смедеревська Паланка) — колишній югославський та сербський футболіст, нападник, гравець збірної СР Югославії, з якою був учасником чемпіонату світу 1998 року. Після завершення кар'єри гравця — сербський футбольний тренер. З 27 січня по 8 червня 2023 року був виконувачем обов'язків головного тренера українського клубу «Металіст».

## Клубна кар'єра
Народився в містечку Смедеревська Паланка в центральній частині Сербії. Починав кар'єру у місцевій команді «Младост Гоша» в третьому югославському дивізіоні. Незабаром на талановитого молодого форварда звернули увагу селекціонери белградської «Црвени Звезди», однієї з найсильніших команд країни, і влітку 1994 року Периця підписав контракт з цією командою. Незабаром він став одним з її лідерів, зробивши чималий внесок у її успіхи тих років, до числа яких відносяться перемога, а потім три поспіль других місця в чемпіонаті країни і три кубка Югославії.
12 січня 1999 року Огнєнович перейшов у мадридський «Реал». Там його кар'єра склалася вкрай невдало: протягом 2,5 сезонів перебування в клубі він практично не грав, вийшовши на поле приблизно 30 разів у всіх турнірах, в основному на заміну; тим не менш, він виграв у складі «Реала» чемпіонат Іспанії та Лігу чемпіонів. У червні 2001 року Периця покинув «королівський клуб».
Близько півроку Огненович був без клубу, після чого в січні 2002 року був запрошений у німецький «Кайзерслаутерн», проте провів там лише півроку, зігравши два матчі. Після цього він так само безуспішно намагався закріпитися у складі китайського «Далянь Шиде» та київського «Динамо». У складі «Динамо» став чемпіоном України, але при цьому вийшов на поле лише двічі. Потім грав за «Анже» у французькій Лізі 2 та за аутсайдера чемпіонату Малайзії «Селангор».
З 2006 року виступав за грецький «Ерготеліс», клуб-середняк вищої ліги країни, а потім грав у другому грецькому дивізіоні за клуб «Каллітея».
29 липня 2009 року підписав контракт з сербською командою «Ягодина», за яку виступав до завершення кар'єри гравця в 2011 році.

## Виступи за збірну
У 1995—1998 роках Огненович виступав за збірну Югославії. Взяв в її складі участь у Чемпіонаті світу 1998 року, відіграв у всіх трьох матчах групового турніру, виходячи на заміну; в матчі 1/8 фіналу, в якому югослави поступилися голландцям 1:2, на поле не виходив. Всього провів за збірну 8 матчів, голів у них не забивав.

## Досягнення
- Чемпіон Югославії: 1994/95
- Віце-чемпіон Югославії: 1995/96, 1996/97, 1997/98
- Володар Кубка Югославії: 1994/95, 1995/96, 1996/97
- Чемпіон Іспанії: 2000/01
- Віце-чемпіон Іспанії: 1998/99
- Переможець Ліги Чемпіонів: 1999/00
- Чемпіон України: 2003/04